# أوليغ بتروف (لاعب هوكي الجليد)
أوليغ بتروف (بالروسية: Петров, Олег Викторович)‏ هو لاعب هوكي الجليد روسي، ولد في 18 أبريل 1971 في موسكو في روسيا.

## وصلات خارجية
- أوليغ بتروف على موقع دوري الهوكي الوطني (الإنجليزية)
- أوليغ بتروف على موقع EliteProspects.com (الإنجليزية)
- أوليغ بتروف على موقع Eurohockey.com (الإنجليزية)
- أوليغ بتروف على موقع HockeyDB.com (الإنجليزية)
- أوليغ بتروف على موقع Hockey-Reference.com (الإنجليزية)